# Тодд Макфарлейн
Тодд Макфарлейн (англ. Todd McFarlane, нар. 16 березня 1961) —  канадський художник і сценарист коміксів, виробник іграшок та  підприємець, який відомий в першу чергу як творець культового  героя Спауна.

### DC
- All-Star Squadron No. 47  (1985)
- Detective Comics #576–578 ("Batman: Year Two") (1987)
- Infinity, Inc #14–37 (full art); Annual #1–2  (1985–87)
- Invasion!, мінісерії, #1–2 (1989)

### Image
- Cyberforce #8 (1994)
- Image Comics Summer Special #1 (2004)
- Image Comics Hardcover (Spawn story) (2005)
- Spawn #1–15, 21–24 (full art); #26–33 (разом з  Грегом Капулло) (1992–95)
- Spawn/Batman No. 1 (1994)

### Marvel
- Amazing Spider-Man #298–323, 325, 328 (1988–90)
- Coyote #11–14 (1985)
- Daredevil No. 241 (1987)
- G.I. Joe: A Real American Hero No. 60 (1987)
- G.I. Joe Special No. 1 (1995)
- Incredible Hulk #330–334, 336–346 (1987–88)
- Marvel Holiday Special (Spider-Man) 2004
- Spectacular Spider-Man Annual No. 10 (1990)
- Spider-Man #1–14, 16 (1990–91)
- Spitfire and the Troubleshooters No. 4 (1987)